# Visões religiosas sobre a verdade
Visões religiosas sobre a verdade variam, naturalmente, conforme variam as religiões. O conceito de verdade, no senso comum, frequentemente significa "o estar de acordo com a realidade, ou a fidelidade ao original ou padrão". A concepção religiosa é similar.

## Budismo

### As Quatro Nobres Verdades
As "Quatro Nobres Verdades" constituem o ensino budista mais essencial e fundamental, e, assim, aparecem inúmeras vezes ao longo dos mais antigos textos budistas, o Canon Pali. Considera-se que tenham surgido da a iluminação búdica do príncipe Sidarta Gautama, O Buda, sendo considerados, no Budismo, como o mais profundo discernimento espiritual, não [meramente] como teoria filosófica. Conforme Buda observou no Samyutta Nikaya: "Essas Quatro Nobres Verdades, monges, são reais, infalíveis, e não o contrário. Por isso, elas são chamados de Nobres Verdades.".
As Quatro Nobres Verdades (Catvāry Āryasatyāni) são como segue: 
1. A verdade da existência do sofrimento (Dukkha);
2. A verdade da existência do sofrimento por uma causa radical (Trishna);
3. A verdade da possibilidade de eliminação do sofrimento (Nirvana);
4. A verdade da existência de uma forma para eliminar o sofrimento (Ariyo Aṭṭhaṅgiko Maggo).

### Doutrina das Duas Verdades
A Doutrina das Duas Verdades (no Budismo) distingue dois níveis de verdade no discurso budista, uma verdade "relativa" ou de senso comum (tibetano: kun-rdzob bden-pa; sânscrito: samvrtisatya) e uma verdade "absoluta" ou espiritual (tibetano: don-dam bden-pa; sânscrito: paramarthasatya). Dito de forma diferente, a Doutrina das Duas Verdades sustenta que a verdade existe nas formas convencionais e definitivas, e que ambas as formas são coexistentes. Outras escolas, como Dzogchen, sustentam que a Doutrina das Duas Verdades é, em última instância, resolvida como não vivida como uma experiência vivida e não é diferente. A doutrina é um elemento especialmente importante no Budismo e foi expresso pela primeira vez em forma moderna e completa por Nagarjuna, que o baseou no Kaccayagotta Sutta. 

## Cristianismo

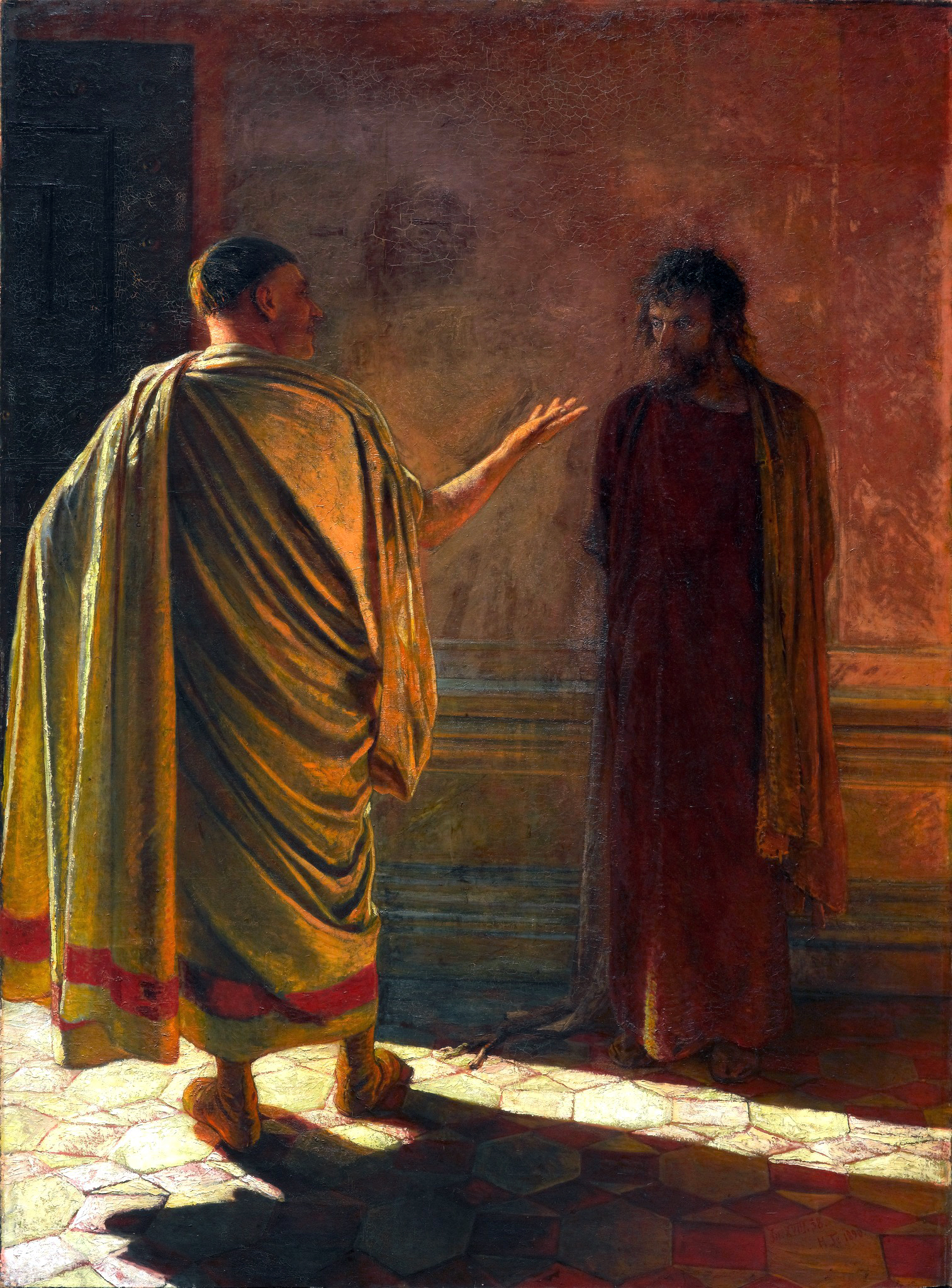
Que é a Verdade? — argui Pilatos a Jesus (obra de Nikolai Ge's)

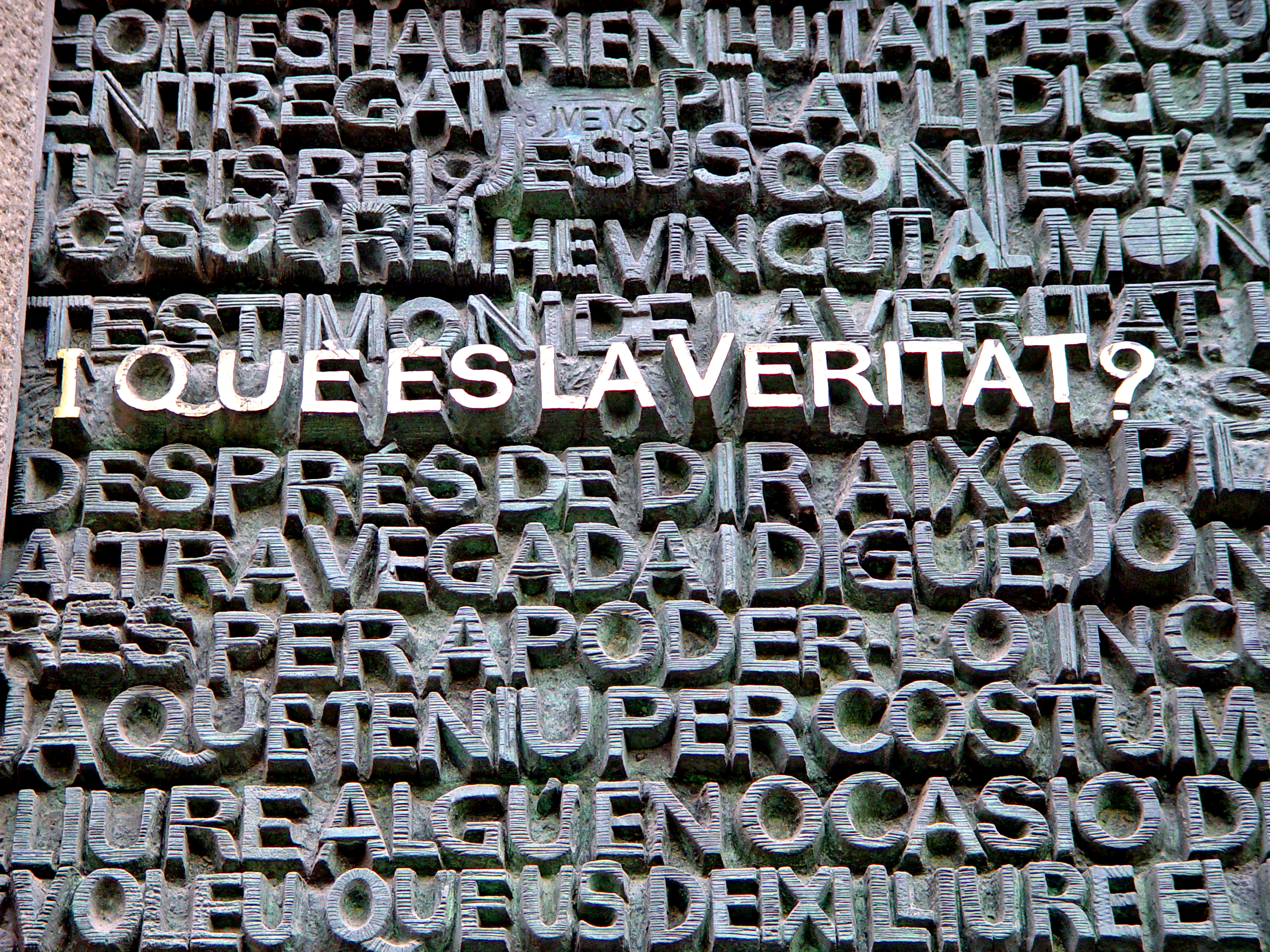
Que é a Verdade? — inscrição estilizada na entrada do Templo da Sagrada Família, em Barcelona (obra de Antoni Gaudí)

Jo 14:6 relata que Jesus Cristo, em um de seus ensinos, disse: "Eu sou O Caminho, e A Verdade e A Vida. Ninguém vem ao Pai, senão por Mim.". A Verdade é, pois, sob a óptica judaico-cristã, considerada um Atributo Perfeito de Deus.
A verdade cristã é baseada na História, na Revelação Divina, bem como no Testemunho da Bíblia Sagrada, e todos esses elementos são cruciais para a crença e a fé cristãs. Cristã, o filósofo William Lane Craig, observa que a Bíblia, normalmente, utiliza as palavras verdadeiras ou da verdade não-filosófica sentidos para indicar qualidades como fidelidade, retidão moral, e a realidade. No entanto, às vezes, usar a palavra na filosófico sentido de veracidade.
A Ciência Cristã, (confissão que se diz cristão, mas, a despeito disso, não é reconhecida como uma organização cristã pela maioria das igrejas cristãs atuais), diz que a Verdade é o Próprio Deus.

### Jesus e a Verdade
Os evangelhos, que relatam a vida de Jesus Cristo, anunciam, segundo as próprias palavras do Messias, em mais de uma ocasião, Sua pessoal e própria declaração acerca da Verdade:
"(21) Declarou Jesus a ela: 'Mulher, podes crer-me, está próxima a hora quando nem neste monte, nem em Jerusalém adorareis o Pai. (22) Vós adorais o que não conheceis; nós adoramos o que conhecemos, porque a salvação vem dos judeus. (23) Mas a hora está chegando, e de fato já chegou, em que os verdadeiros adoradores adorarão o Pai, em Espírito e em Verdade; pois são esses que o Pai procura para seus adoradores. (24) Deus é Espírito, e é necessário que os seus adoradores o adorem em Espírito e em Verdade.' (25) A mulher disse a Jesus: 'Eu sei que o Messias está para vir. Quando Ele vier, Ele nos esclarecerá sobre tudo.' (26) Assegurou-lhe Jesus: 'Eu, que te falo, sou o Messias.' "
"(6) Assegurou-lhes Jesus: ' Eu Sou o Caminho, a Verdade e a Vida. Ninguém vem ao Pai senão por mim. (7) Se vós, de fato, tivésseis me conhecido, teríeis conhecido também a meu Pai; e desde agora vós o conheceis e o vistes.' "
"(33) Então Pilatos entrou novamente no Pretório, chamou a Jesus e interrogou-lhe: 'És tu o rei dos judeus?' (34) Jesus lhe respondeu: 'Essa questão é tua, ou outros te falaram a meu respeito?' (35) Replicou-lhe Pilatos: 'Porventura sou judeu? A tua própria gente e os chefes dos sacerdotes é que te entregaram a mim. Que fizeste?' (36) Ao que lhe afirmou Jesus: 'Meu Reino não é deste mundo. Se fosse, os meus servos lutariam para impedir que os judeus me prendessem. Mas, agora, meu Reino não é daqui.' (37) Contudo, Pilatos lhe inquiriu: 'Então, tu és rei?' Ao que lhe respondeu Jesus: 'Tu dizes acertadamente que sou rei. Por esta causa Eu nasci e para isto vim ao mundo: para testemunhar da Verdade. Todos os que pertencem à Verdade ouvem a minha voz.' (38) Então Pilatos questionou a Jesus: ' Que é a verdade? ' E assim que disse isso, saiu de novo para onde estavam reunidos os judeus, e disse-lhes: 'Não encontrei qualquer falta neste homem.' "

### Inerrância bíblica
A inerrância bíblica, tal como formulada na "Declaração de Chicago sobre a Inerrância Bíblica", é a doutrina que a Bíblia Protestante "é sem erro ou falha em tudo o seu ensino"; ou, pelo menos, que "as Escrituras, nos manuscritos  originais, nada afirma que seja contrário à verdade". Várias interpretações têm sido aplicadas, dependendo da tradição.. De acordo com algumas interpretações da doutrina, toda a Bíblia é sem erro, isto é, deve ser considerada verdadeira, não importa qual seja o problema. Outras interpretações sustentam que a Bíblia é sempre verdadeira em questões importantes de fé, enquanto outras interpretações dizem que a Bíblia é verdadeira, mas deve ser especificamente interpretada no contexto da língua, da cultura e do tempo em que as passagens foram escritas.

### Catolicismo
O magistério da Igreja Católica é a igreja da autoridade ou do office para estabelecer ensinamentos. Que a autoridade de que está investido exclusivamente em o Papa e os bispos, sob a premissa de que eles estão em comunhão com o correto e o verdadeiro ensinamento de fé que é mostrado no Catecismo da Igreja Católica. a Sagrada escritura e a sagrada tradição "constituem um único depósito sagrado da Palavra de Deus, confiada à Igreja", e o magistério não é independente do presente, uma vez que "tudo o que ela propõe para a crença como sendo revelada por deus é derivada a partir deste único depósito da fé."

## Hinduísmo
Geralmente, a veracidade diz respeito à fala: falar apenas o que se viu, ouviu ou entendeu, no entanto, a essência da veracidade é muito mais profunda no Hinduísmo: é definida como a defesa do conceito central de justiça. Nos Upanishads da antiga Índia, a verdade é Sat (pronuncia-se "Sah't"), única e Una Realidade e Existência, que é diretamente experimentada quando a visão é purificada de impurezas. O Rishi descobre o que existe, Sat, como a verdade do próprio Ser, o "Eu Próprio" ou Atma, e como a verdade do Ser de Deus, Ishvara. Nesse uso, o termo verdade é usado para se referir não apenas a uma qualidade derivada "verdadeira em vez de falsa", mas ao verdadeiro estado de ser, verdade como realmente é. Isso é descrito por Ramana Maharshi: "Não há mistério maior do que continuar buscando a realidade, embora, na verdade, nós sejamos realidade".

## Jainismo
Embora, historicamente, os autores de Jain tenham adotado visões diferentes sobre a verdade, o mais prevalente é o sistema de anekantavada ou "não-unilateralidade". Essa ideia de verdade funda-se na noção de que existe uma verdade, mas apenas seres iluminados podem percebê-la em sua totalidade; seres não iluminados percebem apenas um lado da verdade (ekanta). Anekantavada trabalha em torno das limitações de uma visão unilateral da verdade, propondo múltiplos pontos de vista (nayas), a partir dos quais a verdade pode ser vista (cf. Nayavada). Crendo existirem múltiplas verdades possíveis sobre qualquer coisa em particular, mesmo as verdades mutuamente exclusivas, os filósofos jainistas desenvolveram um sistema para sintetizar essas várias afirmações, conhecidas como syadvada. No sistema syadvada, cada verdade é qualificada para seu ponto de vista particular; isso é "de certo modo", uma reivindicação ou outra ou ambas podem ser verdadeiras.

## Judaísmo
Não há acordo unilateral entre as diferentes denominações do judaísmo a respeito da verdade. No Judaísmo ortodoxo, a verdade é a Palavra Revelada de Deus, como encontrada na Bíblia hebraica, e em menor medida, nas palavras dos sábios do Talmud. Para os judeus hassídicos, a verdade também é encontrada nos pronunciamentos de seu rebbe, ou líder espiritual, que se crê possuir inspiração divina. Kotzk, uma seita hassídica polonesa, era conhecida por sua obsessão pela verdade.
No Judaísmo conservador, a verdade não é definida como literalmente entre os Ortodoxos. Embora o judaísmo conservador reconheça a verdade do Tanach, em geral, ele não concede esse status a cada declaração ou palavra contida nele, assim como os Ortodoxos. Além disso, ao contrário do Judaísmo ortodoxo, o Judaísmo conservador crê que a natureza da verdade pode variar de geração em geração, dependendo das circunstâncias. Por exemplo, com relação à Halakha, ou Lei Judaica, o Judaísmo conservador crê que pode ser modificada ou adaptada dependendo das necessidades das pessoas. No Judaísmo ortodoxo, pelo contrário, a Halakha é fixa (pelos sábios do Talmud e, depois, pelas autoridades); a tarefa atual, portanto, é interpretar a Halakha, mas não para mudanças.
O Judaísmo reformista adota uma abordagem muito mais liberal sobre a verdade. Não sustenta que a verdade é encontrada apenas no Tanach; antes, existem núcleos de verdade em praticamente todas as tradições religiosas. Além disso, sua atitude em relação ao Tanach é, na melhor das hipóteses, um documento cujas partes podem ter sido inspiradas, mas sem nenhum monopólio particular da verdade, ou de qualquer forma juridicamente vinculativo.